# بوگراصدار
بوگراصدار (به لاتین: Bogra Sadar) یک منطقهٔ مسکونی در بنگلادش است که در ناحیه بوگرا واقع شده‌است. بوگراصدار ۱۷۶٫۵۸ کیلومتر مربع مساحت و ۵۵۵٬۰۱۴ نفر جمعیت دارد.